# Jean Azevedo
Jean Azevedo (São José dos Campos, 19 de Fevereiro de 1974) é um piloto de rali, Heptacampeão do Rali dos Sertões, Decacampeão do Campeonato Brasileiro de Rally Cross Country, com 18 participações no Rally Dakar, conquistando o sétimo lugar por duas vezes (2005 e 2011), e quinto lugar em 2003 sendo o melhor resultado de um piloto brasileiro no Rally Dakar além de ser o único a vencer etapas na classificação geral. Em categorias foi campeão da Super-production em 2011 e Bicampeão da Production em 1997 e 2003.
De 2008 a 2012, Jean participou dos ralis na categoria carros, é tricampeão Brasileiro de Rally Cross Country (2008, 2009 e 2010) e conquistou o título de melhor estreante no Dakar em 2009. Em 2010 recebeu o Capacete de Ouro, prêmio da comunidade automobilística.
Desde 2013 Jean Azevedo integra a equipe de rally da Honda.
Em 2017 recebeu o troféu Moto de Ouro pela nona vez na carreira.
Fora das pistas, Jean é instrutor de treinamentos para pilotagem de carros e motos e um orador para a segurança do motorista.

## Principais resultados[2]

### Categoria Motos[2]
- Heptacampeão do Rally dos Sertões;[7]
- Decacampeão Brasileiro de Rally Cross Country;
- Hexacampeão do Rally RN 1500
- Pentacampeão no Campeonato Brasileiro de Rally Baja ;[8]
- Bicampeão Brasileiro de enduro
- Quinto colocado Rally Paris-Dakar 2003 na classificação geral
- Sétimo colocado Rally Dakar em 2005 e 2011 na classificação geral
- Eneacampeão rally dos sertoes categoria super production

### Categoria Carros[2]
- Tricampeão do Brasileiro de Rally Cross Country (2008, 2009 e 2010);
- 1º colocado do Rally Cerapió (2008);
- 1º colocado do Rally dos Sertões (2009) na categoria Protótipos
- Vencedor do Capacete de Ouro 2010 (maior prêmio do automobilismo nacional)
- Melhor estreante no Rally Dakar 2009

### No Dakar[4]
- 2015: Bike | 22º colocado na geral
- 2013: Bike | 23º colocado na geral
- 2012: Car | 22º colocado na geral
- 2011: Bike | 7 º colocado na geral
- 2010: Car | 27º colocado na geral
- 2009: Car | 23º colocado na geral | Melhor Rookie (Estreante)
- 2007: Bike | 25º colocado na geral | 1º stage victory
- 2006: Bike | 13º colocado na geral
- 2005: Bike | 7º colocado na geral | 1º stage victory
- 2004: Bike | 14º colocado na geral
- 2003: Bike | 5 colocado na geral
- 2001: Bike | 11º colocado na geral
- 1997: Bike 14 colocado na geral
- 1996: estreia no Dakar terminando em 24 na geral

## Principais colocações em campeonatos[2]
| Ano  | Colocação e Campeonato                                     | Categoria         |
| 1995 | 4ª colocação no Rally Nevada - USA                         | Motos 400cc       |
| 1995 | Campeão Rally dos Sertões                                  | Motos Geral       |
| 1996 | 3ª colocação Rally dos Sertões                             | Motos Geral       |
| 1996 | 9ª colocação Estreia no Paris-Dakar                        | Maratona          |
| 1997 | Campeão Brasileiro de Enduro                               | Motos "B"         |
| 1997 | Campeão Paris-Dakar                                        | Motos Production  |
| 1998 | 5ª colocação Rally dos Sertões                             | Motos Geral       |
| 1998 | Vice-campeão Rally RN 2000                                 | Motos Geral       |
| 1999 | 3ª colocação Rally dos Sertões                             | Motos Geral       |
| 2000 | Campeão do Brasileiro de Rally Cross Country               | Motos Geral       |
| 2000 | Campeão da Copa Baja                                       | Motos Geral       |
| 2000 | Bicampeão do Rally dos Sertões                             | Motos Geral       |
| 2000 | Medalha de Prata no Enduro Six Days, na Espanha            | Motos Geral       |
| 2000 | 3ª colocação Brasileiro de Enduro                          | Motos "B"         |
| 2002 | Tricampeão do Rally dos Sertões                            | Motos Geral       |
| 2002 | Bicampeão Brasileiro de Enduro                             | Motos "C"         |
| 2002 | Bicampeão Brasileiro de Rally Cross Country                | Motos Geral       |
| 2003 | Bicampeão do Rally Paris-Dakar                             | Motos Production  |
| 2003 | 5ª colocação do Rally Paris-Dakar                          | Motos Geral       |
| 2003 | Tricampeão Brasileiro de Rally Cross Country               | Motos Geral       |
| 2004 | 14ª colocação no Rally Paris-Dakar                         | Motos Geral       |
| 2004 | Bicampeão do Rally do Petróleo                             | Motos Geral       |
| 2004 | Campeão do Rally das Montanhas                             | Motos Geral       |
| 2004 | Tetracampeão do Rally dos Sertões                          | Motos Geral       |
| 2004 | Campeão do Rally do Café                                   | Motos Geral       |
| 2004 | Campeão do Rally Terra Brasil                              | Motos Geral       |
| 2004 | Pentacampeão da Copa Baja                                  | Motos Geral       |
| 2004 | Tetracampeão do Camp. Brasileiro de Rally Cross Country    | Motos Geral       |
| 2005 | 7ª colocação no Rally Paris-Dakar]                         | Motos Geral       |
| 2005 | Tricampeão do Rally do Petróleo                            | Motos Geral       |
| 2005 | Pentacampeão do Rally dos Sertões                          | Motos Geral       |
| 2005 | Campeão do Baja das Montanhas                              | Motos Geral       |
| 2005 | Pentacampeão do Camp. Brasileiro de Rally Cross Country    | Motos Geral       |
| 2006 | 3ª colocação no Rally dos Sertões                          | Motos Geral       |
| 2006 | Tricampeão do Rally RN 1500                                | Motos Geral       |
| 2006 | 3ª colocação no Rally Internacional dos Faraós             | Motos Geral       |
| 2006 | 1º no Rally Bolpebra (Bolívia-Peru-Brasil)                 | Motos Geral       |
| 2006 | 3º no Rally do Egito (etapa do mundial)                    | Motos Geral       |
| 2006 | Hexacampeão do Camp. Brasileiro de Rally Cross-Country     | Motos Geral       |
| 2007 | 25ª colocação no Rally Dakar                               | Motos Geral       |
| 2007 | Tetracampeão do Rally RN 1500                              | Motos Geral       |
| 2008 | 1ª colocação no Rally Cerapió                              | Carros Geral      |
| 2008 | 3ª colocação no Rally dos Sertões                          | Carros FIA        |
| 2008 | 1ª colocação no Campeonato Paulista de Rally Cross Country | Carros Protótipos |
| 2008 | Campeão do Brasileiro de Rally Cross Country               | Carros Geral      |
| 2008 | Campeão do Brasileiro de Rally Cross Country               | Carros T1         |
| 2009 | 1ª colocação no Rally Dakar                                | Rookie Challenge  |
| 2009 | 3ª colocação no Rally dos Sertões                          | Carros Geral      |
| 2009 | 1ª colocação no Rally dos Sertões                          | Carros Protótipos |
| 2009 | Bicampeão Brasileiro de Rally Cross Country                | Carros Geral      |
| 2010 | Campeão do Campeonato Sertões Series                       | Carros Geral      |
| 2010 | Campeão Paulista de Rally Cross Country                    | Carros Geral      |
| 2010 | Tricampeão Brasileiro de Rally Cross Country               | Carros Geral      |
| 2011 | 7ª colocação no Rally Dakar                                | Motos Geral       |
| 2011 | 3ª colocação do Rally de Barretos                          | Carros Geral      |
| 2011 | 1ª colocação no Rally Sertões Series Botucatu              | Carros Geral      |
| 2012 | 22º colocação no Rally Dakar                               | Carros Geral      |
| 2013 | 23º colocação no Rally Dakar                               | Motos Geral       |
| 2013 | Pentacampeão do rally RN1500                               | Motos Geral       |
| 2013 | 4º colocação no Rali dos Sertões                           | Motos Geral       |
| 2013 | 1º colocação no Rally Villa Unión - Argentina              | Motos Geral       |
| 2013 | Heptacampeão brasileiro de rally cross country             | Motos Geral       |
| 2014 | Octa-campeão Brasileiro Rally Cross Country                | Motos Geral       |
| 2014 | 3º colocação no Rally dos Sertões                          | Motos Geral       |
| 2015 | Eneacampeão Brasileiro Rally Cross Country                 | Motos Geral       |
| 2015 | Hexacampeão Rally dos Sertões                              | Motos Geral       |
| 2015 | Hexacampeão Rally RN 1500                                  | Motos Geral       |
| 2015 | 22º colocação no Rally Dakar                               | Motos Geral       |
| 2016 | Vice-campeão Brasileiro de Rally Cross Country             | Motos Geral       |
| 2017 | Heptacampeão Rally dos Sertões                             | Motos Geral       |
| 2017 | Decacampeão Brasileiro de rally cross country              | Motos Geral       |

## Patrocinadores
O piloto Jean Azevedo faz parte da equipe Honda Racing e conta com o patrocínio, Honda, Mobil, Fazenda Real, Pirelli, Bieffe Capacetes, Avante, IMS e Inmarsat.

## Ligações Externas
- Entrevista para o IG
- Rider sheet: Jean Azevedo - Dakar.com
- Página oficial da equipe Honda Racing